# Criminocorpus
Criminocorpus est une plateforme scientifique française en accès libre consacrée à l’histoire de la justice, des crimes et des peines.
Criminocorpus est lauréat de la médaille de la médiation scientifique du CNRS (2023).

## Histoire
La plateforme Criminocorpus a été ouverte en 2005. Elle est gérée depuis septembre 2015 par le Centre pour les humanités numériques et l'histoire de la justice (CLAMOR CNRS UAR 3726).

## Description
Criminocorpus est composé d'un musée d'histoire de la justice, d'une revue et d'un blog d'actualité, tous trois exclusivement numériques.
Le musée d'histoire de la justice propose des expositions virtuelles sur des thèmes variés : l'histoire de l'abolition de la peine de mort en France, les artistes du bagne, les « vrais » Tontons flingueurs, le camp de la relégation de Saint-Jean-du-Maroni, le camp de la transportation de Saint-Laurent-du-Maroni, les femmes en justice, l'histoire des prisons de Paris, de Lille, la Résistance à la prison d'Eysses, le château de Mayenne etc. Plusieurs de ces expositions sont issues d'expositions réalisées par les Archives nationales. Le musée propose également une section de visites thématiques permettant d'explorer des lieux de justice sur la base d'un plan donnant accès à des films et des entretiens. Trois lieux sont ainsi visitables : l'ancienne maison d'arrêt du Havre, qui a été détruite en 2010, la prison de Paris la Santé, fermée pour travaux, et le palais de justice de Paris. La bibliothèque virtuelle donne, la Bibliographie d'histoire de la justice française (1798-2011), des corpus de textes de lois, des chronologies, des bases de données et une bibliothèque virtuelle, tandis que la revue rassemble des dossiers thématiques en accès libre avec des auteurs universitaires et scientifiques,. La bibliothèque du Musée contient notamment une collection des pièces les plus importantes de la collection Philippe Zoummeroff, vendue aux enchères à Drouot en mai 2014 et en décembre 2016. Depuis octobre 2017, le musée rassemble les complaintes criminelles en France (1870-1940). Réalisée par Jean-François « Maxou » Heintzen, cette base de référence géolocalisées recense 1304 complaintes liées à 646 faits divers criminels.

## Le musée numérique d'Histoire de la justice, des crimes et des peines
Le musée numérique d'histoire de la justice est le principal site de la plateforme Criminocorpus. Accessible au public, il a vocation a proposé des contenus multimédias. Il a été ouvert en septembre 2016 en remplacement du site portail. Il comptait, en 2018, cinq sections : expositions, visites, bibliothèque, repères et outils.

### Expositions
Le Musée d'histoire de la justice, des crimes et des peines propose des expositions exclusivement numériques et des adaptations d’expositions publiques organisées dans des musées, bibliothèques ou centres d'archives. Il réalise notamment le portage en ligne d'expositions des Archives nationales et de la Bibliothèque des littératures policières à Paris.

### Visites
Cette section propose des parcours multimédia autour de thèmes liés au fonctionnement de la justice. Ces parcours de découverte peuvent donner accès au fil du thème choisi à des lieux habituellement fermés, réservés ou disparus (prisons ou tribunaux), des entretiens filmés, des témoignages de pratiques professionnelles, des objets du quotidien et des documents rares.

### Bibliothèque
La bibliothèque offre une sélection de documents relevant de la littérature grise (rapports administratifs d’activité, corpus d’arrêtés et de règlements, etc.), d’archives commentées et de reproductions numériques réalisées sur des fonds privés. Le musée Criminocorpus constitue ainsi la principale ressource francophone en ligne pour l’histoire de la justice.

### Législation
Cette section du Musée propose des corpus juridiques permettant une consultation de l'état des textes en vigueur à une date précise ainsi que la comparaison du contenu entre deux dates (Code civil, Ordonnance du 2 février 1945). Elle rassemble également des chronologies thématiques renvoyant à des textes de lois, décrets, arrêtés et circulaires administratives.

### Outils
- La bibliographie d’histoire de la justice française (1789-2011) réalisée par l’historien Jean-Claude Farcy (chercheur CNRS). Cette base de données, mise en ligne en 2005, comprend 68 819 références, depuis juillet 2011.
- Le guide des archives judiciaires et pénitentiaires (1800-1958) de Jean-Claude Farcy.
- DAVIDO : statistiques criminelles de la France, de 1831 à 1981 (séries générales).
- Affaires criminelles
- HUGO, patrimoine des lieux de justice[6]
- Complaintes criminelles en France (1870-1940)

## Ressources
- Marc Renneville, Jean-Lucien Sanchez et Sophie Victorien, « Faire et transmettre l’histoire de la justice : les enjeux du numérique », in Arnaud Dhermy, La transmission des savoirs à l’ère numérique, Paris, Éditions du Comité des travaux historiques et scientifiques, 2021.
- Marc Renneville, Jean-Lucien Sanchez et Sophie Victorien, « Le patrimoine pénitentiaire dans le musée d’Histoire de la justice Crimincorpus. 2007-2017" (avec ), Déviance et société, 2018, vol. 42, n° 4, p. 619-642.
- Marc Renneville, « La plateforme Criminocorpus », Monumental. Revue scientifique et technique des Monuments nationaux, Éditions du Patrimoine. CMN, 2018, Le patrimoine de l'enfermement, p.16.
- Marc Renneville, Jean-Lucien Sanchez et Sophie Victorien, « Criminocorpus. Un projet numérique pour l’histoire de la justice », Digital Humanities Quaterly, 2017, 11.3.
- "Zoom sur Criminocorpus. Un musée numérique. Trois questions à Marc Renneville", Bulletin des bibliothèques de France, French School of Librarianship and Information Science, 2016, Polar, p. 60-65.
- Marc Renneville, « Criminocorpus, le portail sur l’histoire de la justice, des crimes et des peines », Revue d’histoire de l’enfance « irrégulière ». Le Temps de l’histoire, 2008, n° 10, p. 185-193.